# (13551) Гадсден
(13551) Гадсден (лат. Gadsden) — астероид, относящийся к группе астероидов пересекающих орбиту Марса — один оборот делает всего за 2 часа 46 минут. Он был обнаружен 26 марта 1992 года американским астрономом Робертом Макнотом в обсерватории Сайдинг-Спринг и назван в честь шотландского астронома Майкла Гадсдена (англ. Michael Gadsden).

Орбита астероида Гадсден и его положение в Солнечной системе